# The Penthouse: War in Life
The Penthouse: War in Life (Hangul: 펜트하우스; Penteuhauseu) is een Zuid-Koreaanse dramaserie die sinds 26 oktober 2020 op SBS wordt uitgezonden. In de hoofdrol speelden Lee Ji-ah, Kim So-yeon, Eugene, Um Ki-joon, Park Eun-seok en Yoon Jong-hoon.

## Rolverdeling
- Lee Ji-ah - Shim Su-ryeon
- Kim So-yeon - Cheon Seo-jin
- Eugene - Oh Yoon-hee
- Um Ki-joon - Joo Dan-tae
- Park Eun-seok - Gu Ho-dong/Logan Lee
- Yoon Jong-hoon - Ha Yoon-cheol